# نقاب برفی

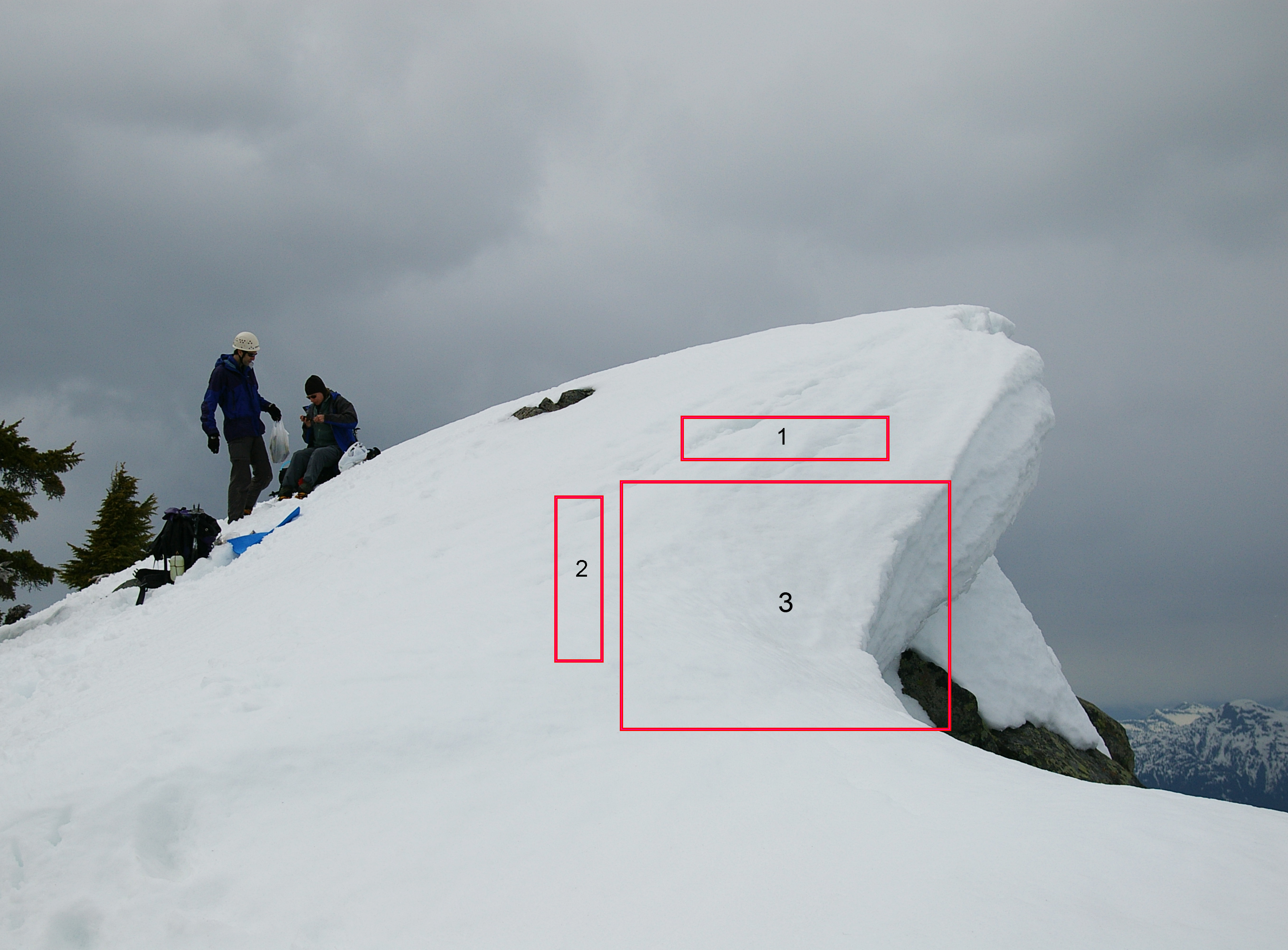
یک نقاب برقی آماده فروریختن. تَرک‌های برف در بخش (1) آشکارا دیده می‌شود. بخش (3) پس از برداشتن این عکس بی‌درنگ فروریخت و بخش (2) را بر جای گذاشت تا لبه تازه نقاب را شکل دهد

نقاب برفی (به انگلیسی: Snow cornice) توده‌ای برفی آویزان و ناپایداری است که بر اثر وزش باد از بالای آب پخشان (خط‌الرأس) یا یال پدیدار و برآمده می‌شود.

## پدیداری

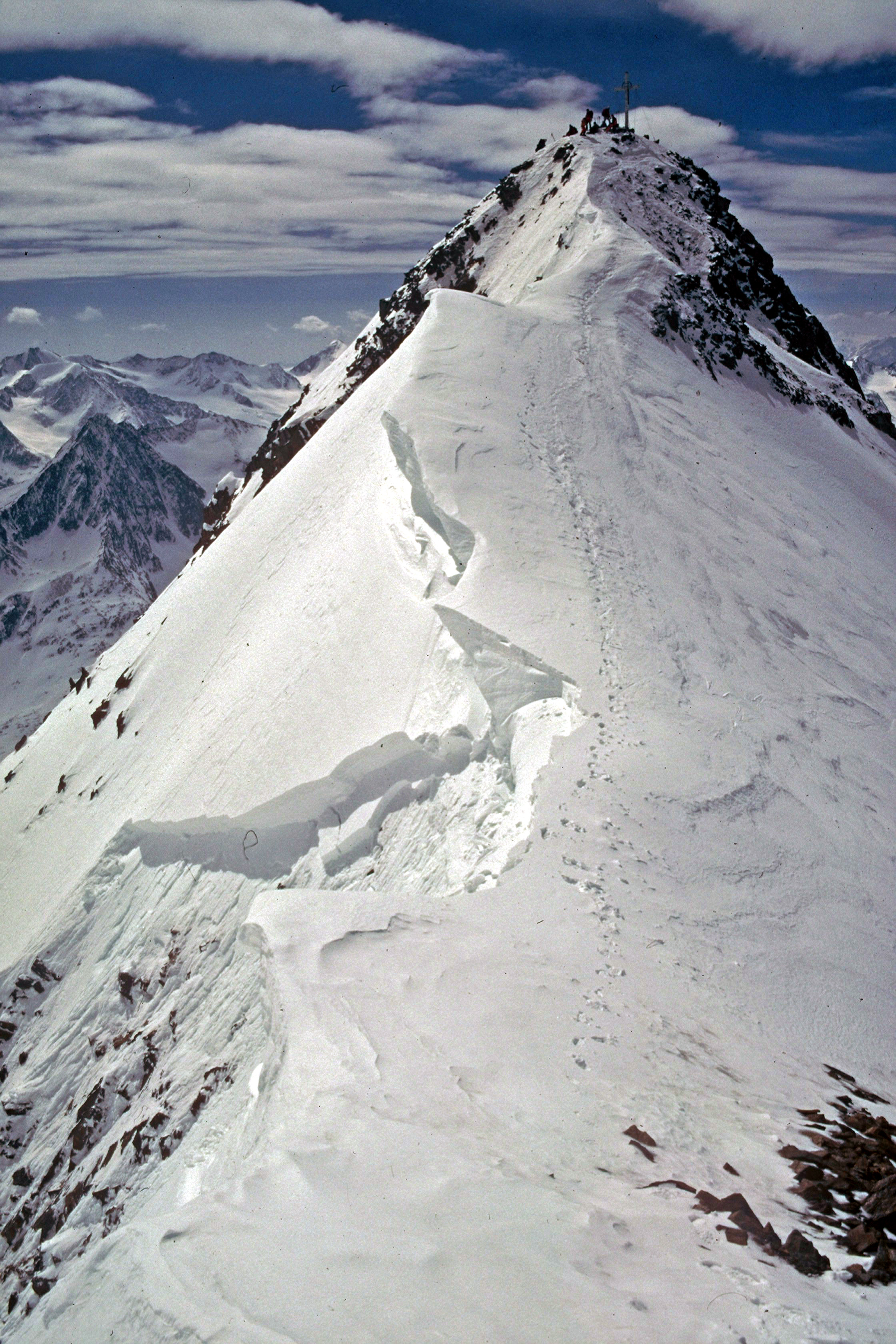
یک نقاب برفی خطرناک

جهت وزیدن باد در کوهستان معمولاً ثابت است و جابجایی برف از یک سو به سویی دیگر و در جهت باد، باعث شکل‌گیری نقاب برفی می‌شود. این نقاب‌ها می‌توانند از دیدرس کوهنوردانی که بر روی آب‌پخشان (خط‌الراس) در گذرند، پنهان بماند. از این رو کوهنوردان بایستی در این باره دقت بالایی داشته و تا جایی که ممکن است از سویه بادگیر آب‌پخشان (خط‌الراس) پیش بروند. همچنین یک نقاب برفی ممکن است به موجب سنگینی یا گرمی هوا، خود به خود بشکند و در زیر خود بهمن به وجود آورد، بنابراین کوهنوردان باید از حرکت در زیر نقاب‌ها نیز خودداری کند.
احتمال پدیدار شدن نقاب برفی بر روی آب‌پخشان به ویژه آب‌پخشان‌های باریک بسیار است.